# Эхтенки (Покровское сельское поселение)
Эхтенки — деревня в Котельничском районе Кировской области. Входит в состав Покровского сельского поселения.

## География
Деревня находится на расстоянии 6 км к юго-западу от города Котельнич, административного центра района.

### Часовой пояс
Деревня Эхтенки, как и вся Кировская область, находится в часовой зоне МСК (московское время). Смещение применяемого времени относительно UTC составляет +3:00.

## Население
| 2010 |
| ---- |
| 0    |